# Husův dům
Husův dům je dům čp. 22/I v Praze na Novém Městě v Jungmannově ulici č. 9. 

## Historie
Jde o původně středověký dům, renesančně a raně barokně přestavován, do současné podoby přestavěn pro Synodní radu Českobratrské církve evangelické architektem Bohumírem Kozákem v roce 1923.
Během přestavby v roce 1923 byl do té doby dvoupatrový dům zvýšen o tři patra. Fasáda do ulice byla kubisticky upravena, uprostřed na krakorec byla umístěna socha Jana Husa od Ladislava Kofránka, kolem sochy je nápis „Ústředí Českobratrské církve evangelické“ a reliéfy otevřené Bible s písmeny alfa a omega a Beránka. Pod dekorativní kubistickou římsou, oddělující nová podlaží od původních, je na fasádě nápis „Husův dům“.
V letech 1935–1936 byla ve dvoře postavena pětipatrová funkcionalistická novostavba, taktéž podle projektu Bohumíra Kozáka.

## Současné užití
V současnosti v domě sídlí Synodní rada Českobratrské církve evangelické, Ústřední církevní kancelář Českobratrské církve evangelické (ÚCK), nakladatelství Kalich s knihkupectvím a další evangelické instituce, např. Spolek evangelických kazatelů, Sdružení evangelické mládeže či redakce časopisu Český bratr. V domě je také penzion a v budově ve dvoře je divadlo Kalich. V letech 1950–1995 zde sídlila také dnešní Evangelická teologická fakulta Univerzity Karlovy.

## Památková ochrana
Dům je chráněn jako kulturní památka České republiky.